# 德里克·格里姆
威廉·德里克·格里姆（英語：William Derek Grimm，1974年8月3日—），美国NBA联盟前职业篮球运动员。